# Immutable
Immutable é o nono álbum de estúdio da banda sueca de metal extremo Meshuggah . Foi lançado no 1º de abril de 2022 pela Atomic Fire Records, que o fez ser o primeiro álbum de estúdio da banda que não foi lançado pela Nuclear Blast .
Mårten Hagström, o guitarrista afirmou que “O título Immutable se encaixa perfeitamente para onde estamos como uma banda,” “Estamos mais velhos agora. A maioria de nós está na casa dos 50 (anos), e nos estabelecemos quem somos. Mesmo que estejamos experimentando o tempo todo, também acho que somos os mesmos desde o primeiro dia.” 
Ele continuou: “A maneira como abordamos as coisas e por que ainda fazemos novos álbuns, e por que ainda soamos da maneira que fazemos, é imutável. A humanidade também é imutável. Cometemos os mesmos erros repetidamente. E nós somos imutáveis. Fazemos o que fazemos e não mudamos.” 
Além disso, algumas músicas do Meshuggah no Spotify vazaram uma URL,https://immutable.se/ . Clicando no link, você teria um teaser da música "Ligature Marks" e a data de lançamento do álbum.
As canções "The Abysmal Eye", "Light the Shortening Fuse" e "I Am That Thirst" foram lançadas como singles anteriormente ao lançamento do álbum. Os videoclipes foram lançados para "The Abysmal Eye" e "Broken Cog".

## Recepção
| Críticas profissionais | Críticas profissionais |
| Avaliações da crítica  | Avaliações da crítica  |
| Fonte                  | Avaliação              |
| ---------------------- | ---------------------- |

Immutable recebeu aclamação universal da crítica com uma pontuação de 83 em 100 no Metacritic .  Thom Jurek do AllMusic escreveu: "Em última análise, Immutable oferece a própria essência de Meshuggah. Embora confortáveis em sua pele coletiva, eles continuam expandindo seu alcance obliterando – caramba, quase engolindo – as fronteiras do gênero metal em sua longa e implacável busca pelo desconhecido."
| Publicação   | Lista                                | Classificação |
| ------------ | ------------------------------------ | ------------- |
| Metal Hammer | The Best Metal Albums Of 2022 So Far | –             |

## Lista de músicas
| N.º | Título                       | Duração |  |
| 1.  | "Broken Cog"                 | 5:35    |  |
| 2.  | "The Abysmal Eye"            | 4:55    |  |
| 3.  | "Light the Shortening Fuse"  | 4:28    |  |
| 4.  | "Phantoms"                   | 4:53    |  |
| 5.  | "Ligature Marks"             | 5:13    |  |
| 6.  | "God He Sees in Mirrors"     | 5:28    |  |
| 7.  | "They Move Below"            | 9:35    |  |
| 8.  | "Kaleidoscope"               | 4:07    |  |
| 9.  | "Black Cathedral"            | 2:00    |  |
| 10. | "I Am That Thirst"           | 4:40    |  |
| 11. | "The Faultless"              | 4:48    |  |
| 12. | "Armies of the Preposterous" | 5:15    |  |
| 13. | "Past Tense"                 | 5:46    |  |

## Envolvidos

### Meshuggah
- Jens Kidman – vocais
- Fredrik Thordendal – guitarra principal em 2, 6, 8, 11
- Mårten Hagström – guitarra base, backing vocals em 11, sussurros em 1.
- Dick Lövgren – baixo
- Tomas Haake – bateria, palavra falada em 11

### Produção
- Rickard Bengtsson e Staffan Karlsson – mixagem
- Vlado Meller – masterização
- Luminokaya – capa

### Paradas
| Parada (2022)                             | Posição de pico |
| ----------------------------------------- | --------------- |
| Australian Albums (ARIA)                  | 26              |
| Áustria (Ö3 Austria Top 40)               | 12              |
| Bélgica (Ultratop Flandres)               | 65              |
| Bélgica (Ultratop Valônia)                | 45              |
| Music Canada (MC)                         | 6               |
| Países Baixos (Dutch Charts)              | 48              |
| Finlândia (Suomen virallinen lista)       | 6               |
| França (SNEP)                             | 74              |
| Alemanha (Offizielle Deutsche Charts)     | 6               |
| Italian Albums (FIMI)                     | 90              |
| Japanese Hot Albums (Billboard Japan)     | 98              |
| Japanese Albums (Oricon)                  | 106             |
| Escócia (Official Scottish Albums)        | 4               |
| Spanish Albums (PROMUSICAE)               | 58              |
| Swedish Albums (Sverigetopplistan)        | 3               |
| Suíça (Schweizer Hitparade)               | 6               |
| Reino Unido (Official Albums Chart)       | 38              |
| Reino Unido (UK Independent Albums Chart) | 2               |
| Reino Unido (UK Rock & Metal Albums)      | 1               |
| Estados Unidos (Billboard 200)            | 113             |
| Estados Unidos (Top Hard Rock Albums)     | 1               |